# Jan Svatopluk Presl
Jan Svatopluk Presl, né le 4 septembre 1791 près de Prague et mort le 6 avril 1849 à Prague, est un botaniste, minéralogiste et chimiste de langue tchèque.

## Biographie
Il fait des études de médecine à l'université Charles de Prague et obtient son doctorat en 1816.
Il est le frère du botaniste Karel Bořivoj Presl (1794–1852). La Société botanique tchèque a commémoré la mémoire de ces deux frères en nommant sa principale publication Preslia (fondée en 1914).

## Quelques ouvrages et publications
- Jan Svatopluk Presl et Karel Bořiwog Presl - Flora bohemica : Indicatis medicinalibus, occonomicis technologicisque plantis. Kwětena česka. Spoznamenánjm lekařských, hospodařských a řemeselnických rostlin - Pragae : J. G. Clave , 1819 (ouvrage en tchèque et latin)
- Jan Svatopluk Presl et Karel Bořiwog Presl - Deliciae pragenses : historiam naturalem spectantes  -  Pragae : Sumtibus Calve , 1822 (ouvrage en latin)
- Jan Svatopluk Presl - Mantissa I. ad Floram Čechicam Prague, 1822
- Jan Svatopluk Presl - Lučba čili chemie zkusná - Prague, 1828–1835
- Jan Svatopluk Presl - Nerostopis čili Mineralogie - Prague, 1837
- Jan Svatopluk Presl et Johann Ritter von Neuberg - An die Freunde und Beförderer der vaterländischen Literatur vom "Comité" des Museums für böhmische Sprache und Literatur - Prague : G. Haase et fils ; 1841.